# Phil-Mar van Rensburg
Phil-Mar van Rensburg (ur. 23 czerwca 1989) – południowoafrykański lekkoatleta specjalizujący się w rzucie oszczepem.
W 2015 roku został brązowym medalistą igrzysk afrykańskich, a rok później zdobył tytuł mistrza Afryki. Czwarty zawodnik igrzysk Wspólnoty Narodów w Gold Coast (2018). Wicemistrz Afryki z 2018 roku. 
Medalista mistrzostw Republiki Południowej Afryki.
Rekord życiowy: 80,49 (18 marca 2017, Germiston).

## Osiągnięcia
| Rok  | Impreza                    | Miejsce     | Pozycja    | Wynik |
| ---- | -------------------------- | ----------- | ---------- | ----- |
| 2015 | Igrzyska afrykańskie       | Brazzaville | 3. miejsce | 76,85 |
| 2016 | Mistrzostwa Afryki         | Durban      | 1. miejsce | 76,04 |
| 2018 | Igrzyska Wspólnoty Narodów | Gold Coast  | 4. miejsce | 79,83 |
| 2018 | Mistrzostwa Afryki         | Asaba       | 2. miejsce | 76,57 |
| 2018 | Puchar interkontynentalny  | Ostrawa     | 7. miejsce | 76,23 |